# Piaski Rzeczyckie
Piaski Rzeczyckie (ukr. Піски-Річицькі) – wieś na Ukrainie w rejonie kowelskim, w obwodzie wołyńskim. W II Rzeczypospolitej miejscowość wchodziła w skład gminy wiejskiej Lelików w powiecie kobryńskim województwa poleskiego. Po II wojnie światowej w skład wsi wszedł pobliski chutor Dobrodziło. W pobliżu wsi znajdują się niewielkie jeziora Blizna Wielka i Blizna Mała.
Do 2020 w rejonie ratnieńskim.